# El otro árbol de Guernica
El otro árbol de Guernica es una película española sobre la situación de un grupo de niños durante la guerra civil española. Dirigida por el español Pedro Lazaga, está basada en la novela homónima de Luis de Castresana. Fue rodada en 1969.

## Argumento
Durante la guerra civil española, un grupo de niños vascos, como otros de toda España, fueron evacuados a países extranjeros para ponerlos a salvo de los horrores de la guerra. Lejos de su hogar, trataron de vencer las dificultades apoyándose los unos a los otros e intentando adaptarse al país que los acogía y a sus padres adoptivos. Sin embargo, sus mayores deseos y esperanzas pasaban por regresar a España. Inspirada en hechos reales.